# エリザのために
『エリザのために』（ルーマニア語: Bacalaureat）は、2016年のルーマニアのドラマ映画。クリスティアン・ムンジウ監督・脚本・製作、アドリアン・ティティエニ主演。ルーマニアの小さな街を舞台に娘の卒業試験で不正を働こうとする父親を描いている。第69回カンヌ国際映画祭ではコンペティション部門でパルム・ドールを争った末、ムンジウは『パーソナル・ショッパー』のオリヴィエ・アサヤスとタイで監督賞を獲得した。

## キャスト
- ロメオ・アルデア: アドリアン・ティティエニ（英語版） - 49歳の医師。
- エリザ・アルデア: マリア＝ヴィクトリア・ドラグシ（英語版） - 18歳の女子高生。ロメオの娘。
- マグダ・アルデア: リア・バニャー（ルーマニア語版） - ロメオの妻。
- サンドラ: マリナ・マノヴィッチ - ロメオの愛人。学校教師。シングルマザー。
- 警察署長: ヴラド・イヴァノフ（英語版） - ロメオの友人。

## 評価
『ガーディアン』のピーター・ブラッドショーは「複雑で、深く知的な映画」と賞賛した。Metacriticでの加重平均値は82/100となっている。